# أولاد يحيى الوطا

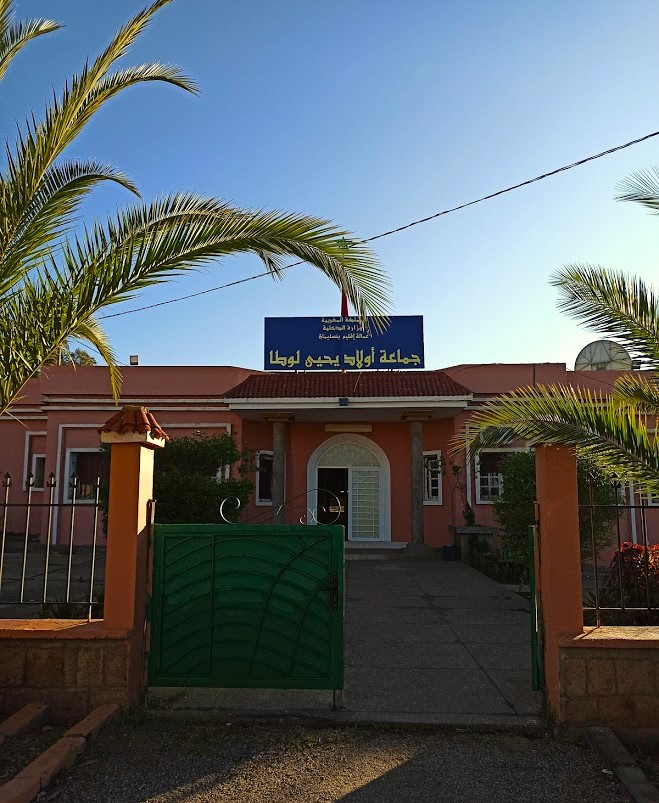
جماعة اولاد يحيى لوطا

أولاد يحيى لوطا هي قرية مغربية،بإقليم بن سليمان . تقع أولاد يحيى لوطا بين الرباط والدار البيضاء، و تضم 9.642 نسمة (إحصاء 2 سبتمبر 2004).